# Брэдли, Дэн
Дэн Брэдли (англ. Dan Bradley) — координатор трюков в современном Голливуде. Руководил каскадёрами и рукопашными боями в фильмах «Превосходство Борна», «Ультиматум Борна», «Человек-паук 2», «Возвращение Супермена», «Индиана Джонс и Королевство хрустального черепа», «Квант милосердия» и др.